# NGC 7780
NGC 7780 is een balkspiraalstelsel in het sterrenbeeld Vissen. Het hemelobject werd op 18 oktober 1881 ontdekt door de Franse astronoom Édouard Jean-Marie Stephan.

## Synoniemen
- UGC 12833
- MCG 1-60-46
- ZWG 407.71
- IRAS 23509+0750
- PGC 72775